# المصدر نيوز
المصدر نيوز هو موقع إلكتروني ويعتبر مجمعة أخبار مؤسس الموقع هو ليث أبو فاضل،  ويقع مقر الموقع في دولة الإمارات العربية المتحدة  يحتوي الموقع العديد من المساهمين من عدة دول عربية مثل سوريا والعراق واليمن وغيرها.

## روابط خارجية
- الموقع الرسمي